# Blastobasis perfugella
Blastobasis perfugella é uma espécie de mariposa do gênero Blastobasis pertencente à família Coleophoridae.